# アスゲイル・シグルヴィンソン
アスゲイル・シグルヴィンソン（Ásgeir Sigurvinsson、1955年5月8日 - ）は、アイスランド・ヴェストマン諸島出身の元同国代表の元サッカー選手、サッカー指導者。ポジションはMF。

## 経歴

### クラブ
アイスランドのクラブから1973年にベルギーのスタンダール・リエージュに移籍すると、8シーズンで249試合に出場し、57得点を挙げた。1980-81シーズンにはベルギーカップを獲得した。翌年にはバイエルン・ミュンヘンに移籍したが主にベンチで過ごした。1シーズン在籍した後に移籍した。
1982年に同リーグのVfBシュトゥットガルトに移籍、35歳で引退するまで過ごした。移籍後2年目の32歳の時には、キャリア最高記録となる12ゴールを決め、リーグ優勝に貢献した。1988-89年に28試合3ゴールを記録、リーグ5位でフィニッシュした。また、UEFAカップでは優勝を逃したが、全12試合中10試合に出場し決勝進出に貢献した。プロキャリアとしてトータル500試合以上に出場。その内ブンデスリーガでは、211試合39得点を記録した。
1990年に引退してから3年間はシュトゥットガルトのスカウトとして活動した。1993年4月から11月までは母国のクラブKnattspyrnufélagið Framで初めて監督を務めた。

### 代表
アイスランド代表として45試合5得点を記録した。アイスランドサッカー協会のテクニカルディレクターを6年務め、2003年から2005年末まで代表チームの監督に就いていた。
2003年11月、UEFAジュビリーアウォーズのアイスランド選出選手に選ばれ、過去50年で最も優秀なアイスランド人選手に認定された。

## タイトル

### クラブ
- ÍBヴェストマンナエイヤ
  - アイスランド・カップ : 1972
- スタンダール・リエージュ
  - ベルギーカップ : 1980-81
- バイエルン・ミュンヘン
  - DFBポカール : 1981-82
- VfBシュトゥットガルト
  - ブンデスリーガ : 1983-84

### 個人
- UEFAジュビリーアウォーズ